# Partille IBS
Partille IBS är en innebandyklubb i Partille kommun, grundad 7 februari 1988 av Peter Hultman och Ulf Andersson. Föreningen har idag 518 licensierade spelare och 28 lag i seriespel av vilka herrlaget spelar i den södra Allsvenskan och herrjuniorlaget spelar i Juniorallsvenskan. Man har säsongen 2010/11 bärgat sin främsta merit genom ett SM-silver för herrjuniorer. Detta gjordes av årskullen födda 1992. Laget spelar i svarta matchdräkter.